# Chronobiologie des maladies allergiques
 (janvier 2023).
La chronobiologie des maladies allergiques est la synchronisation des réactions allergiques avec l’horloge circadienne des patients.   
Chez les mammifères, notamment, le système de l’horloge circadienne, qui génère un rythme de 24 heures, est constitué d’une horloge centrale, située dans le noyau suprachiasmatique (NSC) de l’hypothalamus, et d’horloges périphériques retrouvées dans toutes les cellules de l’organisme. Parmi ces cellules, il y a les mastocytes qui ont un rôle prédominant dans la réponse immunitaire face à des allergènes, ce qui leur confère la capacité de provoquer des réactions allergiques . La rhinite allergique, l’urticaire chronique, l’asthme ainsi que les allergies alimentaires, sont toutes des maladies dont la manifestation des symptômes est régulée par un rythme circadien. Ainsi, en prenant en compte la rythmicité de 24 heures, il est possible d’administrer des traitements efficaces pour le rétablissement des patients, comme le propose la chronothérapie. Par ailleurs, certains facteurs internes ou externes peuvent influencer l’intensité et la synchronisation des réactions allergiques.

## Manifestations cliniques
Tout d'abord, les patients atteints de rhinites allergiques présentent majoritairement des symptômes d'éternuements, d’écoulement et de congestion nasale ainsi que des démangeaisons nasales qui semblent empirer durant la nuit et tôt le matin. L’urticaire chronique, de son côté, est caractérisée par des démangeaisons cutanées associées principalement à la présence d’un allergène dans la poussière provoquant la libération d’histamine par les cellules immunitaires. La réponse de l’organisme face à cet allergène commence à croître en après-midi jusqu’à atteindre son maximum durant le soir pour finalement s’atténuer en matinée. Ensuite, il a été démontré chez les souris une rythmicité concernant les allergies alimentaires. En effet, les symptômes en lien, soit les diarrhées et la perte de poids, sont exacerbés durant la phase inactive de leur cycle, soit le jour. Également, l’asthme branchial, qui est une maladie allergique inflammatoire affectant les voies respiratoires inférieures, cause des difficultés respiratoires et une hypersécrétion de mucus dont l’intensité est plus élevée durant la nuit et le matin.

## Chronothérapie
La chronothérapie est un des traitements les plus propices aux maladies associées aux allergies. En effet, cette thérapie permet d’intervenir en tenant en compte le cycle circadien des cellules immunitaires provoquant l'apparition de symptômes. De ce fait, en administrant un traitement au bon moment de la journée, cette solution aux maladies allergiques optimise le rétablissement et minimise les effets secondaires. Par exemple, pour la rhinite allergique, les traitements utilisés sont des antihistaminiques, des décongestionnants et des anti-inflammatoires. Ces médicaments font leur plein effet lorsqu'ils sont administrés au courant de la nuit. Un autre exemple typique de cette thérapie est l’administration de stéroïdes, en début de soirée, aux personnes souffrant d’asthme allergique nocturne. Celle-ci peut également être traitée par des bronchodilatateurs à action de longue durée administrés aux patients, en soirée, pour optimiser les effets lorsque les symptômes s'aggravent au cours de la nuit.  

## La réponse immunitaire
L’activité des mastocytes, soit les principales cellules immunitaires impliquées dans les réactions allergiques, varie en fonction d’un rythme endogène de 24 heures. Chez les mammifères, l’horloge périphérique des mastocytes est maintenue sous le contrôle du NSC via une communication endocrine. En effet, le NSC stimule la sécrétion de glucocorticoïde par la glande surrénale dans le but de synchroniser les horloges des autres cellules. Dans le cadre des rhinites allergiques, des allergies alimentaires et de l’asthme, les anticorps IgE et les mastocytes jouent un rôle important. Les allergènes sont reconnus par les IgE et liés par ceux-ci, puis ce complexe va se lier aux récepteurs FcεRI à la surface des mastocytes. Cela entraîne une cascade de signalisation permettant la dégranulation des mastocytes. Ainsi, la libération d’un mélange moléculaire de médiateurs chimiques, tels que des histamines et des cytokines, enclenche une inflammation allergique. Une étude réalisée, en 2014, sur des souris a mis en évidence un lien net entre l’horloge circadienne et la signalisation des mastocytes médiée par les IgE. Effectivement, avec une mutation du gène clock au niveau des mastocytes, un élément moléculaire composant l’horloge biologique, la réaction allergique devient arythmique. Ceci résulte du fait que le gène clock contrôle l’expression de la sous-unité bêta du récepteur des IgE (FcεRI). Ainsi, la synchronisation de l’activité de la protéine Clock par le mécanisme de l’horloge moléculaire entraîne avec elle une rythmicité de l’expression d’une composante du FcεRI. Puis, ceci cause une rythmicité dans l’enclenchement de la réaction allergique. De plus, il a été démontré que chez des souris qui subissent une ablation des glandes surrénales, il y a abolition du rythme circadien des réactions allergiques puisqu'en absence de ces glandes, il n’y a plus de sécrétion de glucocorticoïdes.  

## Facteurs influençant les réactions allergiques
Plusieurs facteurs peuvent influencer les réactions allergiques, soit en modulant l’horloge centrale en affectant le NSC, soit en modulant l'horloge périphérique par la modification des gènes de sorties liées aux allergies, ou même les deux. Des changements physiologiques ou des facteurs environnementaux externes, comme les conditions lumineuses, le sommeil ou l’apport en nourriture peuvent modifier l’activité de ces horloges.  

### Influence du système endocrinien
Étant donné que la sécrétion hormonale, telle que le relâchement de glucocorticoïdes, synchronise les horloges périphériques au NSC, une activité anormale du système endocrinien peut entraîner un déséquilibre au niveau de l’apparition des réactions allergiques. Dans le cas de stress chronique chez les souris, il a été mis en évidence qu’une libération de cortisol anormalement élevée, peut provoquer une arythmie dans l’expression de certaines composantes moléculaires des mastocytes associées à leur activation en fonction du moment de la journée.   

### Trouble du sommeil
Un lien bidirectionnel est observé entre le sommeil et l’activité circadienne des réactions allergiques. En effet, les réactions allergiques sont plus intenses durant la nuit, ce qui perturbe le sommeil. Cette privation du sommeil affecte les gènes de l’horloge centrale au niveau de leur expression et de leur activité de liaison,. Ensuite, les symptômes allergiques qui s’intensifient durant la nuit perturbent le sommeil, ce qui affecte l’activité de l’horloge centrale du NSC. Cela mène finalement à une altération de l’horloge périphérique impliquée dans la réaction d’allergie, créant ainsi un cercle vicieux . 

### Composition des tissus épithéliaux
En ce qui a trait aux allergies alimentaires qui causent des chocs anaphylactiques, le moment de la journée où il y a contact avec l’allergène alimentaire affecte l’intensité de la réaction allergique. Cela est dû à un contrôle par l’horloge circadienne sur les jonctions serrées de l’épithélium intestinal et la fonction de celui-ci. En effet, une étude sur des souris a démontré que durant la phase inactive, il y a une diminution de l’expression des jonctions serrées au niveau des cellules épithéliales de l’intestin grêle sous l’effet de leur horloge moléculaire et une augmentation de l’absorption. Durant ce moment, plus d’allergènes peuvent entrer dans l’organisme ce qui exacerbe la reconnaissance et la réponse du système immunitaire via le système IgE-mastocytes. Ainsi, durant cette phase de la journée, l’animal est plus susceptible aux effets des antigènes d’allergie alimentaire.

### Autres facteurs
Pour la maladie de l’asthme, les tissus pulmonaires peuvent être affectés par des infections bactériennes ou virales et par la fumée des cigarettes. Ces facteurs causent des inflammations ou des lésions tissulaires qui affectent l'horloge périphérique en modifiant la phase de l’horloge ou le niveau d’expression de ses gènes. De plus, il a été démontré que des Zeitgebers, tel que des variations lumineuses au cours d'une journée subjective, affectent le rythme de l’horloge centrale, soit en modulant la sécrétion de glucocorticoïdes par le NSC. Ceci entraîne ainsi une altération du rythme des horloges périphériques, incluant celle des cellules immunitaires et par conséquent, une altération de la rythmicité des réactions allergiques.